# Mi chico latino
«Mi Chico Latino» es una canción de la cantante británica Geri Halliwell, lanzada como el segundo sencillo de su álbum debut en solitario Schizophonic. El tema tuvo mayor éxito comercial y recibió más promoción que su predecesor, «Look at Me». Inspirada por los orígenes maternos españoles de Halliwell, la canción incluye varias frases en español.
Fue lanzada el 16 de agosto de 1999 y alcanzó el primer lugar en la lista de sencillos del Reino Unido, convirtiéndose en el primer número uno de Halliwell en ese país. El sencillo vendió aproximadamente 375 967 copias en el Reino Unido y fue certificado disco de oro.

## Vídeo musical
El vídeo musical de «Mi Chico Latino» fue dirigido por Doug Nichol y se filmó en Cerdeña entre el 5 y el 8 de julio de 1999.

## Posiciones
| Lista (1999)                              | Posición      |
| ----------------------------------------- | ------------- |
| UK Singles Chart                          | 1             |
| Eurochart Hot 100 Singles                 | 5             |
| Italian Singles Chart                     | 4             |
| Finnish Singles Chart                     | 6             |
| Spanish PROMUSICAE Singles Chart          | 7             |
| Irish IRMA Singles Chart                  | 9             |
| Dutch Singles Chart                       | 16            |
| Belgian Singles Chart (Wallony)           | 25            |
| Swiss Singles Chart                       | 26            |
| Austrian Singles Chart                    | 27            |
| German Singles Chart                      | 28            |
| Swedish Singles Chart                     | 29            |
| French Singles Chart                      | 40            |
| Australian ARIA Singles Chart             | 43            |
| Canadian Singles Chart (on imports alone) | 50            |
| Listas de fin de año(1999)                | Peak Posición |
| Italian Top 100 Singles of the Year       | 40            |
| UK Top 100 Singles of the Year            | 42            |

Ventas en Reino Unido: 375,967 (Oro)

## Formatos y listado de canciones
Estos son los formatos y listado de canciones del lanzamiento del sencillo "Mi Chico Latino".
UK CD1/CD Europeo Maxi

(lanzado el 16 de agosto de 1999)
1. «Mi Chico Latino» - 3:16
2. «G.A.Y.» - 3:22
3. «Summertime» - 3:35
4. «Mi Chico Latino» Enhanced Video

UK CD2

(lanzado el 16 de agosto de 1999)
1. «Mi Chico Latino» - 3:16
2. «Mi Chico Latino» [Junior Vasquez Main Pass Edit] - 6:00
3. «Mi Chico Latino» [Charlie Rapino and Merv de Peyer 12" Version] - 5:14
4. «Mi Chico Latino» [Claudio Coccoluto The Coco Club Mix] - 5:22

European 2-Track CD Single

(lanzado el 16 de agosto de 1999)
1. «Mi Chico Latino» - 3:16
2. «G.A.Y.» - 3:22
3. «Mi Chico Latino» Enhanced Video

Australian CD Maxi

(lanzado el 23 de agosto de 1999)
1. «Mi Chico Latino» - 3:16
2. «G.A.Y.» - 3:22
3. «Summertime» - 3:35

CD francés Single

(lanzado el 16 de agosto de 1999)
1. «Mi Chico Latino» [JB Saudray Mix] - 3:28
2. «Mi Chico Latino» - 3:16
3. «Summertime» - 3:35

Italian 12"

(lanzado el 16 de agosto de 1999)
Side A
1. «Mi Chico Latino» - 3:16
2. «Mi Chico Latino» [The Coco Club - Claudio Coccoluto] - 5:22

Side B
1. «Mi Chico Latino» [The DubDuo Dub - Claudio Coccoluto] - 7:24

## Versiones oficiales y remixes
1. Álbum Versión - 3:16
2. Charlie Rapino and Merv de Peyer 7" Version* - 3:20
3. Charlie Rapino and Merv de Peyer 12" Version - 5:14
4. Claudio Coccoluto The Coco Club Mix - 5:22
5. Claudio Coccoluto The DubDuo Dub - 7:24
6. JB Saudray Mix / Remix Spécial Radio - 3:28
7. Johnson's Disco Mix* - 6:30
8. Joachim G Mix* - 3:19
9. Junior Vasquez Main Pass* - 9:11
10. Junior Vasquez Main Pass Edit - 6:00
11. Junior Vasquez Main Pass Radio Edit* - 4:00
12. Junior Vasquez Gomiz Pass
13. Junior Vasquez Tribal Beats* - 9:06

* aparece sólo en sencillos promocionales